# 川村玲央
川村 玲央（かわむら れお、1997年12月8日 - ）は、日本の元俳優である。愛知県出身。

## 略歴
- 2016年声優を目指し上京し専門学校へ入学。学内オーディションでスカウトされ事務所に所属し[2]、2017年5月より本格的に芸能活動を始める。以降、「プライムーン」の赤河望役でネルケプランニングのアイドルステージシリーズ に出演の他、演劇ユニット爆走おとな小学生の舞台へも出演を重ねる。2024年4月、事務所SUIを退所し芸能界を引退した[3][4][5]。

## 人物・エピソード
- 得意なスポーツは卓球、趣味は音楽鑑賞、イラストを描くこと[1]。
- 特技は目だけブスにすること、モノマネ。
- 好きな食べ物はポテト。

## 出演

### 舞台
2018年
- アンプラネット Back to the Past！（1月5日 - 14日） - 赤河望 役
- E.T.L vol.214 ほしいのはキミのチョコだけ！（2月14日 - 17日） - 赤河望 役
- クレスト☆シザーズ（5月10日 - 19日） - 岡昭彦 役
- テイルズ オブ ザ ステージ -ローレライの力を継ぐ者- - ガイ・セシル 役
  - LIVE&THEATER at 横浜アリーナ（6月15日 I）
  - EMOTIONAL ACT（8月22日 - 9月9日）

- MEMORY BOYS 想い出を売る店（12月21日 - 2019年3月12日） - チームフォルテ：ラルゴ 役

2019年
- 爆走おとな小学生『魔法少女（？）マジカルジャシリカ ♡アニメ版なんてありません♡』（4月10日 - 14日） - 高須フーフーテル 役
- 爆走おとな小学生『初等教育ロイヤル』（5月29日 - 6月23日） - 阿部くん役
- ご町内デュエル（7月31日 - 8月4日）- 内藤 役
- 爆走おとな小学生『魔法少女（？）マジカルジャシリカ マジカル零 ZERO 』（9月5日 - 16日） - 大山アルプス 役
- 5分後を変えろ!! 砂時計がもたらす奇跡（10月2日 - 6日）- 紫藤総一郎 役
- 爆走おとな小学生『勇者セイヤンの物語（仮）』（10月24日 - 28日） - 兵士5 役
- 爆走おとな小学生『勇者セイヤンの物語（真）』（12月4日 - 8日） - 合格マン 役
- マリア The first Xmas of the last children（12月18日 - 22日） - ヨハネ / カイ 役（二役）

2020年
- MANKAI STAGE『A3!』AUTUMN 2020（1月18日 - 3月1日） - アンサンブル

2021年
- プライムーン（1月27日 - 3月7日） - 赤河望 役
- ミラクル☆ステージ サンリオ男子 KAWAII Evolution（7月15日 - 8月1日） - アンサンブル
- P.P.P 219  Prime Puckish Party（9月4日・5日） - 赤河望 役
- GS382 暁の章（12月9日 - 26日） - 赤河望 役

2022年
- P.P.P 222 Prime Poetical Party（2月11日 - 14日） - 赤河望 役
- プライムーン＆GS382 2022年に愛を込めて（5月12日 - 21日） - 赤河望 役
- パニックカフェ（8月17日 - 21日）
- いえないアメイジングファミリー（12月21日 - 24日） - 神父役

2023年
- リバース ヒストリカ（4月26日 - 29日） - 浜崎 役
- The BOX（8月4日 - 6日） - 主演・東 役
- いろいろ ドルフェス2023（9月23日） - 赤河望 役

2024年
- 冒険者たちのホテル ドラゴンクエストXに集いし仲間たち（2月7日 - 12日）

### ネット配信
- イケメンPLANET（2017年11月10日 - 、TSUTAYA TV）

### CM
- マクドナルド てりたま 「はみだす、おいしさ。てりたまっくす」篇（2018年）
- 日本コカ・コーラ「FANTA」みんなのカンパイボトル篇（2018年）
- Google、YouTube「YouTube Music」

### イベント
- ワクワク「E.T.L vol.214」上映会&ドキドキWWミニコンサート（2018年4月1日、アニメイト池袋本店 9階）
- 爆走おとな小学生「SPECIAL LIVE」（2019年7月3日、Shibuya O-EAST）
- 『MEMORY BOYS〜想い出を売る店〜』1st Anniversary Event （2019年8月11日、サンリオピューロランドフェアリーランドシアター）
- プライム☆タイム 〜ほしいのはティアラのチョコだけ〜（2021年2月13日・14日、DMM.com本社24F イベントスペース）